# Schaul Baumann
Schaul Baumann (hebräisch שאול באומן; auch: Shaul Baumann, Shaul Otto Baumann; * 3. Juli 1922 in Wien; † 10. Juni 2018 in Jerusalem) war ein israelischer Historiker.

## Leben und Wirken
Baumann emigrierte 1939 aus Wien nach Palästina. Seine Mutter Lotte Baumann verblieb in Wien, von wo aus sie 1941 in das Ghetto Minsk deportiert und später im Rahmen des Holocaust ermordet wurde.
 In Israel war Baumann für den israelischen Gewerkschaftsverband Histadrut tätig. 1998 promovierte er an der Hebräischen Universität Jerusalem, wo er anschließend als freier Wissenschaftler tätig war.

## Werke
- Schaul Baumann: Die Deutsche Glaubensbewegung und ihr Gründer Jakob Wilhelm Hauer (1881–1962). Marburg 2005
- Schaul Baumann: Der Blick völkischer Intellektueller: Stereotype der „arischen“ und der „jüdisch-semitischen“ Rasse. Tübingen 2006